# Halowe Mistrzostwa Europy w Lekkoatletyce 1988
XIX Halowe Mistrzostwa Europy odbyły się w dniach 5 i 6 marca 1988 w Budapeszcie w hali Sport Csárnok.

## Wyniki zawodów

### Mężczyźni

#### Konkurencje biegowe
| Konkurencja                           | Złoto                              | Złoto       | Srebro                             | Srebro   | Brąz                               | Brąz     |
| ------------------------------------- | ---------------------------------- | ----------- | ---------------------------------- | -------- | ---------------------------------- | -------- |
| Bieg na 60 m (szczegóły)              | Linford Christie · Wielka Brytania | 6,57        | Ronald Desruelles · Belgia         | 6,60     | Walentin Atanasow · Bułgaria       | 6,60     |
| Bieg na 200 m (szczegóły)             | Mykoła Razhonow · ZSRR             | 20,62       | Nikołaj Antonow · Bułgaria         | 20,65    | Linford Christie · Wielka Brytania | 20,83    |
| Bieg na 400 m (szczegóły)             | Jens Carlowitz · NRD               | 45,63       | Brian Whittle · Wielka Brytania    | 45,98    | Ralf Lübke · RFN                   | 46,25    |
| Bieg na 800 m (szczegóły)             | David Sharpe · Wielka Brytania     | 1:49,17     | Rob Druppers · Holandia            | 1:49,45  | Gert Kilbert · Szwajcaria          | 1:49,46  |
| Bieg na 1500 m (szczegóły)            | Ari Suhonen · Finlandia            | 3:45,72     | Ronny Olsson · Szwecja             | 3:46,16  | Rüdiger Horn · NRD                 | 3:46,51  |
| Bieg na 3000 m (szczegóły)            | José Luis González · Hiszpania     | 7:55,29     | Markus Hacksteiner · Szwajcaria    | 7:56,04  | Michaił Dasko · ZSRR               | 7:56,51  |
| Bieg na 60 m przez płotki (szczegóły) | Aleš Höffer · Czechosłowacja       | 7,56        | Jonathan Ridgeon · Wielka Brytania | 7,57     | Carlos Sala · Hiszpania            | 7,67     |
| Chód na 5000 m (szczegóły)            | Jozef Pribilinec · Czechosłowacja  | 18:44,40 CR | Roman Mrázek · Czechosłowacja      | 18:44,93 | Sándor Urbanik · Węgry             | 18:45,91 |

#### Konkurencje techniczne
| Konkurencja                | Złoto                             | Złoto   | Srebro                     | Srebro | Brąz                          | Brąz  |
| -------------------------- | --------------------------------- | ------- | -------------------------- | ------ | ----------------------------- | ----- |
| Skok wzwyż (szczegóły)     | Patrik Sjöberg · Szwecja          | 2,39 CR | Dietmar Mögenburg · RFN    | 2,37   | Sorin Matei · Rumunia         | 2,35  |
| Skok o tyczce (szczegóły)  | Rodion Gataullin · ZSRR           | 5,75    | Nikołaj Nikołow · Bułgaria | 5,70   | Atanas Tyrew · Bułgaria       | 5,70  |
| Skok w dal (szczegóły)     | Frans Maas · Holandia             | 8,06    | László Szalma · Węgry      | 8,03   | Giovanni Evangelisti · Włochy | 8,00  |
| Trójskok (szczegóły)       | Oleg Sakirkin · ZSRR              | 17,30   | Béla Bakosi · Węgry        | 17,25  | Wasif Asadow · ZSRR           | 17,23 |
| Pchnięcie kulą (szczegóły) | Remigius Machura · Czechosłowacja | 21,42   | Karsten Stolz · RFN        | 20,22  | Georgi Todorow · Bułgaria     | 19,98 |

### Kobiety

#### Konkurencje biegowe
| Konkurencja                           | Złoto                           | Złoto       | Srebro                          | Srebro   | Brąz                        | Brąz     |
| ------------------------------------- | ------------------------------- | ----------- | ------------------------------- | -------- | --------------------------- | -------- |
| Bieg na 60 m (szczegóły)              | Nelli Fiere-Cooman · Holandia   | 7,04        | Silke Möller · NRD              | 7,05     | Marlies Göhr · NRD          | 7,07     |
| Bieg na 200 m (szczegóły)             | Ewa Kasprzyk · Polska           | 22,69       | Tatiana Papilina · ZSRR         | 22,79    | Silke-Beate Knoll · RFN     | 23,12    |
| Bieg na 400 m (szczegóły)             | Petra Müller · NRD              | 50,28       | Helga Arendt · RFN              | 51,06    | Dagmar Neubauer · NRD       | 51,57    |
| Bieg na 800 m (szczegóły)             | Sabine Zwiener · RFN            | 2:01,19     | Olga Nielubowa · ZSRR           | 2:01,61  | Gabriela Lesch · RFN        | 2:01,85  |
| Bieg na 1500 m (szczegóły)            | Doina Melinte · Rumunia         | 4:05,77     | Mitica Constantin · Rumunia     | 4:06,16  | Brigitte Kraus · RFN        | 4:07,06  |
| Bieg na 3000 m (szczegóły)            | Elly van Hulst · Holandia       | 8:44,50 WR  | Vera Michallek · RFN            | 8:46,97  | Wendy Sly · Wielka Brytania | 8:51,04  |
| Bieg na 60 m przez płotki (szczegóły) | Cornelia Oschkenat · NRD        | 7,77        | Marjan Olyslager · Holandia     | 7,92     | Michaela Pogăcean · Rumunia | 7,92     |
| Chód na 3000 m (szczegóły)            | María Reyes Sobrino · Hiszpania | 12:48,99 CR | Dana Vavřačová · Czechosłowacja | 12:51,08 | Mari Cruz Díaz · Hiszpania  | 12:55,03 |

#### Konkurencje techniczne
| Konkurencja                | Złoto                         | Złoto   | Srebro                    | Srebro | Brąz                      | Brąz  |
| -------------------------- | ----------------------------- | ------- | ------------------------- | ------ | ------------------------- | ----- |
| Skok wzwyż (szczegóły)     | Stefka Kostadinowa · Bułgaria | 2,04 CR | Heike Redetzky · RFN      | 1,97   | Łarisa Kosicyna · ZSRR    | 1,97  |
| Skok w dal (szczegóły)     | Heike Drechsler · NRD         | 7,30 CR | Galina Czistiakowa · ZSRR | 7,24   | Jolanta Bartczak · Polska | 6,62  |
| Pchnięcie kulą (szczegóły) | Claudia Losch · RFN           | 20,39   | Łarisa Pieleszenko · ZSRR | 20,23  | Kathrin Neimke · NRD      | 20,20 |

## Klasyfikacja medalowa
| Pozycja | Państwo         | Złoto | Srebro | Brąz | Razem |
| ------- | --------------- | ----- | ------ | ---- | ----- |
| 1.      | NRD             | 4     | 1      | 4    | 9     |
| 2.      | ZSRR            | 3     | 4      | 3    | 10    |
| 3.      | Czechosłowacja  | 3     | 2      | 0    | 5     |
| 3.      | Holandia        | 3     | 2      | 0    | 5     |
| 5.      | RFN             | 2     | 5      | 4    | 11    |
| 6.      | Wielka Brytania | 2     | 2      | 2    | 6     |
| 7.      | Hiszpania       | 2     | 0      | 2    | 4     |
| 8.      | Bułgaria        | 1     | 2      | 3    | 6     |
| 9.      | Rumunia         | 1     | 1      | 2    | 4     |
| 10.     | Szwecja         | 1     | 1      | 0    | 2     |
| 11.     | Polska          | 1     | 0      | 1    | 2     |
| 12.     | Finlandia       | 1     | 0      | 0    | 1     |
| 13.     | Węgry           | 0     | 2      | 1    | 3     |
| 14.     | Szwajcaria      | 0     | 1      | 1    | 2     |
| 15.     | Belgia          | 0     | 1      | 0    | 1     |
| 16.     | Włochy          | 0     | 0      | 1    | 1     |

## Objaśnienia skrótów
- CR – rekord mistrzostw Europy